# Wiesław Rosocha

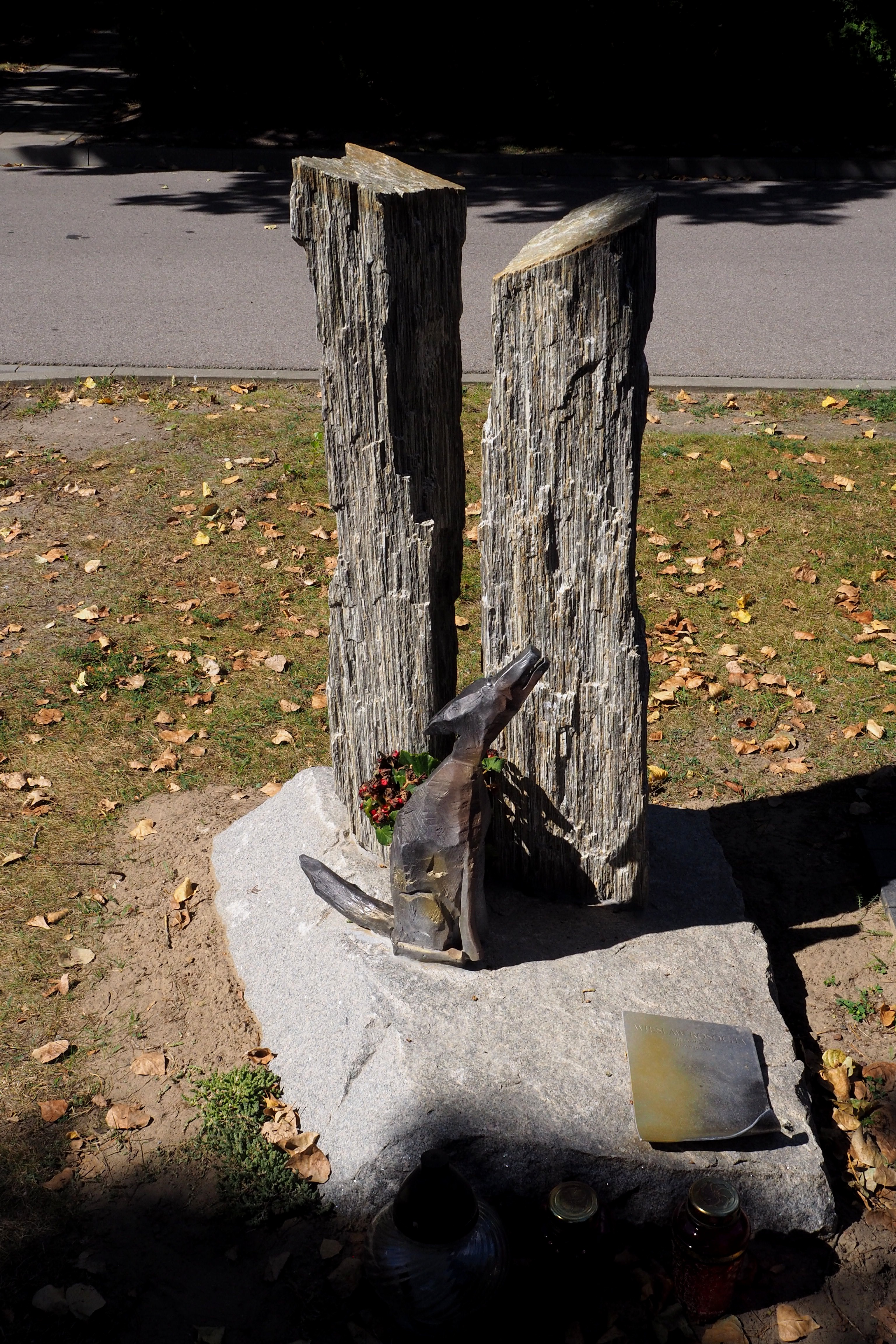
Grób Wiesława Rosochy na Cmentarzu Wojskowym na Powązkach w Warszawie

Wiesław Rosocha (ur. 16 września 1945 w Sokołowie Podlaskim, zm. 15 marca 2020 w Warszawie) – polski grafik. Zajmował się również plakatem, ilustracją oraz rysunkiem.
Od 1946 mieszkał w Warszawie. W latach 1969–1974 studiował na wydziale grafiki Akademii Sztuk Pięknych w Warszawie, najpierw w pracowni malarskiej prof. Eugeniusza
Markowskiego, a później prof. Jerzego Tchórzewskiego. Dyplom uzyskał w roku 1974 w pracowni plakatu prof. Henryka Tomaszewskiego. W latach 1975–1978 pracował jako asystent w pracowni malarskiej prof. Teresy Pągowskiej w ASP w Warszawie. Od roku 1978 grafik niezależny. Po roku 1989 zaczął wydawać swoje prace w formie pocztówek i plakatów oraz limitowanych druków artystycznych (giclee printing). Pochowany na cmentarzu Powązki Wojskowe w Warszawie (kwatera G dod.-urnowy-22).

## Ważniejsze nagrody
- Dwa razy główne nagrody w konkursach "Najpiękniejsza Książka Roku" − 1981, 1985
- Złoty medal na VI Biennale Plakatu − Lahti, Finlandia, 1985
- Złoty medal na 6 Międzynarodowej Wystawie The Art. Directors Club − New York, USA, 1992
- Nagroda im. Józefa Mroszczaka na 15 Międzynarodowym Biennale Plakatu − Warszawa, 1996
- Grand Prix na Biennale Ilustracji − Aki Town, Japonia, 2001
- Yusaku Kamekura International Design Award na 8th International Poster Triennial Toyama (Międzynarodowe Triennale Plakatu) – Toyama (Japonia), 2006
- Srebrny medal na 20 Biennale Plakatu Polskiego − Katowice, 2007
- Srebrny Medal na 9th International Poster Triennial Toyama (Międzynarodowe Triennale Plakatu) - Toyama (Japonia) 2009
- Złoty Medal na 24 Międzynarodowym  Biennale Plakatu za grafikę "Rosocha. Inne obszary, inne formaty" - Warszawa 2014
- Złoty Medal na 11th International Poster Triennial Toyama (Międzynarodowe  Triennale Plakatu) - Toyama (Japonia) 2015